# Радивоє Огнянович
Радивоє Огнянович (сербохорв. Radivoje Ognjanović, нар. 1 липня 1933, Строшинці) — югославський футболіст, що грав на позиції нападника. По завершенні ігрової кар'єри — тренер.

## Клубна кар'єра
У дорослому футболі дебютував виступами за команду «Срем», а 1951 року перейшов у столичний «Партизан».
У 1952 році він виграв Кубок Югославії з «Партизаном», але закріпитись у белградській команді не зумів і 1953—1961 роках виступав у іншому столичному клубі «Раднички» (Белград). Відіграв за нову команду наступні сім сезонів своєї ігрової кар'єри. Більшість часу, проведеного у складі белградських «Радничок», був основним гравцем атакувальної ланки команди і одним з головних бомбардирів команди, маючи середню результативність на рівні 0,38 голу за гру першості.
У 1961 році він повернувся в «Партизан», з яким у першому ж сезоні виграв національний чемпіонат, втім основним гравцем не став і незабаром перейшов до їх головного конкурента, клубу «Црвена Звезда», де втім теж не закріпився.
У 1963 році він виїхав до Австрії, де став гравцем «Штурма» (Грац), з яким став переможцем другого дивізіону країни, після чого поїхав до Швейцарії, де і грав до завершення кар'єри у клубах «Базель» та «Гренхен».

## Виступи за збірні
Залучався до складу молодіжної збірної Югославії. 
17 листопада 1957 року дебютував в офіційних матчах у складі національної збірної Югославії у відбірковому матчі до чемпіонату світу 1958 року проти Румунії (2:0). Завдяки цій перемозі югославська збірна виграла свою групу відбору і вийшла на «мундіаль». На самому чемпіонаті світу 1958 року у Швеції Огнянович зіграв у двох матчах: з Парагваєм (3:3), в якому забив свій перший і єдиний матч за збірну, що дозволив зіграти внічию та вийти в чвертьфінал. В тому матчі Радивоє теж взяв участь, але його збірна програла 0:1.
Останній раз зіграв за збірну 26 квітня 1959 року в матчі Кубка Центральної Європи проти Швейцарії (5:1), а всього ж протягом кар'єри у національній команді, яка тривала 3 роки, провів у формі головної команди країни 5 матчів, забивши 1 гол.

## Кар'єра тренера
1982 року, після невдалого виступу збірної Камеруну на чемпіонаті світу, Радивоє очолив цю команду, змінивши Жана Венсана і привів команду до перемоги на Кубку африканських націй 1984 року у Кот-д'Івуарі, а також керував командою на Олімпійських іграх 1984 року у Лос-Анджелесі, до африканці не вийшли з групи
Згодом протягом 1989—1992 років очолював тренерський штаб клубу збірної Кот-д'Івуару, з якою вийшов на Кубок африканських націй 1990 року в Алжирі, втім на турнірі команда виступила невдало і не вийшла з групи.
Останнім місцем тренерської роботи була олімпійська збірна Китаю, головним тренером якої Радивоє Огнянович був з 1993 по 1994 рік.

## Титули і досягнення

### Як гравця
- Чемпіон Югославії: 1961–62
- Володар Кубка Югославії: 1952
- Чемпіон Європи (U-18): 1951

### Як тренера
- Володар Кубка африканських націй (1): 1984